# Marian Ruzamski
Marian Antoni Ruzamski (ur. 2 lutego 1889 w Lipniku; zm. 8 marca 1945 w niemieckim obozie koncentracyjnym Bergen-Belsen) – polski malarz; a także, w mniejszym stopniu, literat.

## Zarys biograficzny i działalność artystyczna
Ukończył Szkołę Powszechną we Frysztaku i Gimnazjum im. Jana III Sobieskiego w Krakowie. W roku 1908 rozpoczął studia malarskie na Akademii Sztuk Pięknych w Krakowie u Stanisława Dębickiego, Leona Wyczółkowskiego i Jacka Malczewskiego. Jednocześnie studiował historię sztuki na Uniwersytecie Jagiellońskim.
W kwietniu 1914 Ruzamski wyjechał do Paryża. W Luwrze kopiował obrazy. Po wybuchu I wojny światowej jako poddany austriacki powrócił do Tarnobrzega i zamieszkał u rodziców. Po wkroczeniu wojsk rosyjskich został wywieziony do Charkowa, gdzie pozostał do roku 1917. W tym czasie przeszedł załamanie nerwowe.
Po rewolucji październikowej powrócił do kraju i zamieszkał w Krakowie. W tym czasie głównymi tematami jego prac były widoki Krakowa.
W roku 1922 przeniósł się do Lwowa, gdzie objął stanowiska starszego asystenta na wydziale architektury Politechniki.
Zajmował się nadal malarstwem, uczestnicząc w wystawach. W roku 1928 powrócił do Tarnobrzega i zamieszkał w domu rodzinnym. Namalował tam wiele portretów.
Ruzamski podejmował także liczne próby literackie, z których najbardziej znane są jego fraszki; publikował też recenzje, teksty dotyczące spraw artystycznych i wiersze satyryczne. Przez krótki czas kierował pismem Krak, popierającym sztukę narodową a zwalczającym awangardzistów. Prowadził także korespondencję literacką m.in. z Julianem Tuwimem i Tadeuszem Boyem-Żeleńskim.
W latach trzydziestych poglądy Ruzamskiego zbliżyły się do lewicy; miał poglądy raczej pacyfistyczne i antysanacyjne. Zaprzyjaźnił się z Emilem Zegadłowiczem, który dedykował mu swoją powieść Motory. Był bywalcem Pawlasówki.
W okresie okupacji został zadenuncjowany przez sąsiada volksdeutscha, który oskarżył go o pochodzenie żydowskie. Przez więzienie w Tarnowie, gdzie spędził kilka tygodni, w 1943 trafił do niemieckiego obozu koncentracyjnego Auschwitz-Birkenau.
Pomimo zagrożenia życia tu także prowadził działalność artystyczną, wykonując portrety obozowych strażników, co dawało mu pewne ulgi w ciężkim życiu obozowym i umożliwiało malowanie współwięźniów.
W 1945 został skierowany do obozu w Bergen-Belsen, gdzie zmarł (dwa tygodnie przed jego wyzwoleniem) w wyniku krańcowego wyczerpania, przemarznięcia i zagłodzenia, będącego wynikiem kilkutygodniowej ewakuacji więźniów z obozu KL Auschwitz do Wodzisławia Śląskiego, a następnie odbywanej w odkrytych wagonach kolejowych w siarczystym mrozie.